# Madison Lake (Minnesota)
Madison Lake es una ciudad ubicada en el condado de Blue Earth en el estado estadounidense de Minnesota. En el Censo de 2010 tenía una población de 1017 habitantes y una densidad poblacional de 376,12 personas por km².

## Geografía
Madison Lake se encuentra ubicada en las coordenadas 44°12′17″N 93°48′58″O / 44.20472, -93.81611. Según la Oficina del Censo de los Estados Unidos, Madison Lake tiene una superficie total de 2.7 km², de la cual 2.68 km² corresponden a tierra firme y (0.86%) 0.02 km² es agua.

## Demografía
Según el censo de 2010, había 1017 personas residiendo en Madison Lake. La densidad de población era de 376,12 hab./km². De los 1017 habitantes, Madison Lake estaba compuesto por el 96.66% blancos, el 0.49% eran afroamericanos, el 0.59% eran amerindios, el 0.49% eran asiáticos, el 0.1% eran isleños del Pacífico, el 1.08% eran de otras razas y el 0.59% pertenecían a dos o más razas. Del total de la población el 1.97% eran hispanos o latinos de cualquier raza.